# Gerald Strickland
Gerald Paul Joseph Cajetan Carmel Antony Martin Strickland, 6º Conde della Catena, 1º Barão Strickland GCMG (Valeta, 24 de maio de 1861 – Attard, 22 de agosto de 1940) foi um político e par maltês e britânico, que serviu como primeiro-ministro de Malta, governador das Ilhas de Sotavento, governador da Tasmânia, governador da Austrália Ocidental e governador de Nova Gales do Sul, além de ter assento na Câmara dos Comuns e mais tarde na Câmara dos Lordes no Parlamento do Reino Unido.

## Biografia
Strickland nasceu em Valeta, filho do oficial naval, comandante Walter Strickland, da antiga família inglesa Strickland de Sizergh, e Maria Aloysia Bonici-Mompalao, sobrinha e herdeira de Sir Nicholas Sceberras Bologna, quinto Conde della Catena em Malta, a quem Gerald sucedeu em 1875. Ele foi educado no St Mary's College, Oscott, e no Trinity College, Cambridge (BA, LLB).  Após se formar, ele foi admitido no Inner Temple em 1887, com direito a exercer a advocacia. Ele ganhou o posto de major a serviço da Milícia Real de Malta.
Eleito em 1886 para o conselho do governo de Malta, Strickland começou a participar ativamente da política maltesa ainda jovem e, em dezembro de 1887, acompanhou o Dr. Fortunato Mizzi – fundador do Partido Nacionalista Maltês – à primeira Conferência Colonial em Londres para apresentar um projeto para uma assembleia legislativa. O resultado foi que a nova Constituição maltesa de dezembro de 1887 foi amplamente baseada nas propostas conjuntas de Strickland-Mizzi. No ano seguinte, foi nomeado Secretário Adjunto de Malta em 1888 e ocupou o cargo de Secretário-Chefe de Malta em 1889, cargo que ocupou até julho de 1902, quando, para evitar mais problemas em Malta, criados por suas ordens em conselho para aumentar os impostos, foi nomeado Governador das Ilhas de Sotavento, no Caribe. 
Sir Gerald e Lady Edeline Strickland deixaram Southampton para Antígua em setembro de 1902 e fixaram residência na Government House, St Johns, na chegada.  Ele foi nomeado governador da Tasmânia em 1904, servindo como tal até 1909, e depois como governador da Austrália Ocidental de 1909 a 1913. Nos primeiros anos subsequentes à Federação Australiana, ele se envolveu na delicada questão dos direitos dos Estados e na natureza em desenvolvimento da nomeação, função e salários dos governadores. Nomeado governador de Nova Gales do Sul em março de 1913, em 30 de maio de 1913 foi feito Cavaleiro da Grande Cruz da Ordem de São Miguel e São Jorge (GCMG).  Ele era um apoiador da Eugenics Education Society. 

## Carreira política
Em 1917, Strickland retornou a Malta e, após a concessão do autogoverno, formou o Partido Anglo-Maltês em 1921, que logo depois se fundiu com o Partido Constitucional Maltês para se tornar o Partido Constitucional sob sua liderança. Strickland foi o líder da oposição entre 1921 e 1927. Em 1924, ele ganhou a cadeira de Lancaster para os conservadores na Câmara dos Comuns do Reino Unido. Ele deixou a Câmara dos Comuns em 1928, ao ser nomeado par. 

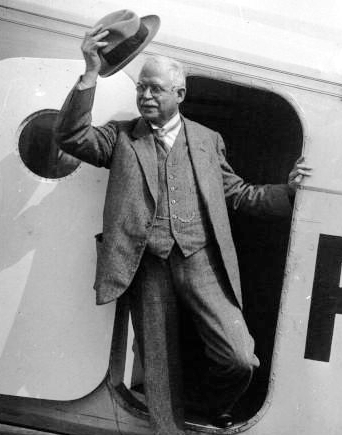
Strickland desembarcando no Aeroporto de Le Bourget em 1930.

Após as eleições de 1927, Strickland obteve a maioria na Assembleia Legislativa e tornou-se Chefe do Ministério (o quarto Primeiro-Ministro de Malta) de agosto de 1927 a 1932.  Entre os eventos mais importantes de seu governo estavam o início das obras de construção do Hospital St. Luke em Gwardamanġia e seu conflito com o Senado, que levou à emissão de Cartas Patentes que restringiram seus poderes e seu conflito simultâneo com as autoridades eclesiásticas.
Em 1º de maio de 1930, Sir Mauro Monsenhor Caruana, Arcebispo titular de Rodes e Bispo de Malta, e Mikiel Monsenhor Gonzi, Bispo de Gozo, emitiram uma carta pastoral, lida em todas as igrejas de Malta e Gozo. Nele, o Arcebispo Caruana e o Bispo Gonzi declararam que quem votou no Partido Constitucional e seu antigo parceiro de coalizão, o Partido Trabalhista, cometeu um pecado mortal. Naquele ano, ele escapou por pouco do assassinato. 
Posteriormente, ele começou a publicar em Il-Progress e Il-Berqa. O conflito entre os bispos católicos e o Partido Constitucional levou à suspensão da Constituição maltesa após consultas entre o governador britânico e Londres. 
Entre julho de 1932 e novembro de 1933, Strickland foi novamente o líder da Oposição e, após a aprovação de uma nova Constituição em 1939, tornou-se o líder da maioria eleita no Conselho de Governo. 

## Vida pessoal

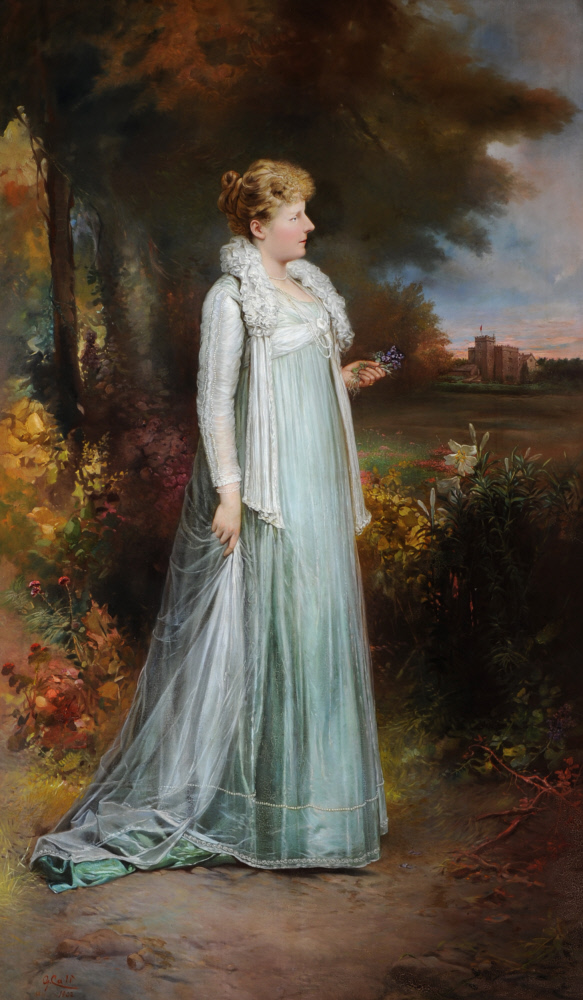
Lady Edeline Sackville em uma pintura de Giuseppe Calì

Strickland casou-se com Lady Edeline Sackville-West (1869–1918), filha do 7º Conde De La Warr e da Honorável Constance Mary Elizabeth Cochrane-Wishart-Baillie, em 26 de agosto de 1891. Eles tiveram seis filhas e dois filhos. Seus dois filhos e uma filha morreram jovens. A primeira filha casou-se com Henry Hornyold, ficou conhecida como Sra. Hornyold-Strickland e presidiu a Conferência do Partido Conservador em 1947.  Strickland e Lady Edeline tiveram filhos:
- Reginald Strickland (1893–1893)
  - Hon. Mary Christina Strickland (1895–1970)
  - Hon. Cecilia Victoria Strickland (1897–1982)
  - Hon. Mabel Edeline Strickland OBE (1899–1988)
  - Walter Strickland (1901–1902)
  - Margaret Angela Strickland (1903–1903)
  - Hon. Henrietta May Strickland (1905–1975)
  - Hon. Dr. Constance Teresa Strickland LMSSA (1911–1979)

Em 31 de agosto de 1926, após a morte de Lady Edeline em 1918, Strickland se casou com Margaret Hulton, filha do proprietário do jornal Edward Hulton, na mesma igreja de seu casamento anterior. Ela foi nomeada Dama Comandante da Ordem do Império Britânico (DBE) nas honras da coroação de 1937.  Strickland foi nomeado Companheiro da Ordem de São Miguel e São Jorge (CMG) em 1889, por prestar serviços inestimáveis durante uma grave epidemia de cólera. Ele foi promovido a Cavaleiro Comandante da Ordem de São Miguel e São Jorge em 1897. Ele foi elevado ao título de Pariato do Reino Unido como Barão Strickland, do Castelo Sizergh no Condado de Westmorland, em 19 de janeiro de 1928.  Ele morreu na Villa Bologna, sua residência em Attard, e está enterrado na cripta da família na Catedral de São Paulo, em Mdina.

## Honras
|                                                                | Cavaleiro da Grã-Cruz da Ordem de São Miguel e São Jorge (GCMG) | 1913 |
| Cavaleiro Comandante da Ordem de São Miguel e São Jorge (KCMG) | 1897                                                            |      |
| Companheiro da Ordem de São Miguel e São Jorge (CMG)           | 1889                                                            |      |
|                                                                | Medalha da Coroação do Rei Jorge V                              | 1911 |
|                                                                | Medalha do Jubileu de Prata do Rei Jorge V                      | 1935 |